# О’Хара, Дэвид
Дэ́вид Па́трик О’Ха́ра (англ. David O'Hara, 9 июля 1965, Глазго) — шотландский актёр.

## Биография
О’Хара родился в Глазго (Шотландия) в семье с ирландскими корнями, родители — Патрик и Марта О’Хара. После окончания школы был принят в Программу возможностей молодёжи, любительский театр, основанный в Центре искусств Глазго. Он посетил местные школы под руководством Робина Пиплза.
Дэвид переехал в Лондон, в возрасте 17 лет поступил в Центральную Школу сценической речи и драматического искусства, но бросил её после двух семестров из-за нехватки средств. Он вернулся в Шотландию и снялся в роли Билла Форсайта в фильме «Уют и радость», затем вернулся обратно и окончил обучение в Центральной школе. Был дублером Рэйфа Файнса в фильме «Сон в летнюю ночь», сыграл Тибальта в «Ромео и Джульетте».
Его большим прорывом стала роль Стивена, неистового ирландца, который сражается вместе с Уильямом Уоллесом (Мел Гибсон), в фильме «Храброе сердце» (1995).

## Избранная фильмография
- 1984 — Уют и радость / Comfort and Joy — инженер
- 1986 — Мятежник с моноклем / The Monocled Mutineer — сериал, в одном эпизоде
- 1992 — Мост / The Bridge — Филлип Уилсон Стир
- 1995 — Храброе сердце / Braveheart — Стивен
- 1996 — Сыновья / Some Mother’s Son — Фрэнк Хиггинс
- 1996 — Главный подозреваемый 5 / Prime Suspect — сериал, Ранкин
- 1997 — Собственность дьявола / The Devil’s Own — Мартин Макдафф
- 1997 — Оливер Твист / Oliver Twist — Билл Сайкс
- 1997 — Сводник / The MatchMaker — Шон Келли
- 1999 — Иисус / Jesus — Иоанн Креститель
- 1999 — Матч / The Match — механик
- 2000—2001 — Восточный парк / The District — сериал, в 1-м и 2-м сезонах, полицейский Дэнни Макгрегор
- 2001 — Всё схвачено / Made — ирландец
- 2001 — Под перекрёстным огнём / Crossfire Trail — ТВ, Рок Маллани
- 2003 — Стандер / Stander — Аллан Хейл
- 2004 — Отель «Руанда» / Hotel Rwanda — Дэвид
- 2006 — Тристан и Изольда / Tristan & Isolde — Дончад, король ирландцев
- 2006 — Отступники / The Departed — «Фитци» Фитцгиббонс
- 2008 — Судный день / Doomsday — Майкл Канарис
- 2008 — Особо опасен / Wanted — «Мистер Икс»
- 2009 — Джек: Путь смерти / Jack Said — Босс
- 2010 — Гарри Поттер и Дары Смерти. Часть 1 / Harry Potter and the Deathly Hallows: Part I — Альберт Ранкорн
- 2010 — Дитя / The Kid — Терри
- 2010 — Тюдоры / The Tudors — сериал, в 4-м сезоне, Говард Генри
- 2011 — Ковбои против пришельцев / Cowboys & Aliens — Пэт Долан
- 2013 ― Лютер / Джордж Старк
- 2014 — Достань меня, если сможешь / Reach Me — Хоуми
- 2014 — Готэм — Рэджинальд Пейн
- 2017 — Агенты «Щ.И.Т.» — Алистер Фитц
- 2018 — Игры разумов / The Professor and the Madman — Church
- 2019 — Снегоуборщик / Cold Pursuit — Галлум «Слай» Ферранте, силовик Викинга
- 2022 — Деус / Deus — Алф
- 2022 — The Sparrow — Ларри
- 2023 — An Enemy Within — Уильям Уингейт
- 2024 — Горизонты: Часть 1 / Horizon: An American Saga — Chapter 1